# Коктал (Маканчинський район)
Кокта́л (каз. Көктал) — село у складі Маканчинського району Абайської області Казахстану. Адміністративний центр та єдиний населений пункт Коктальського сільського округу.
Населення — 631 особа (2021; 769 у 2009, 1022 у 1999, 1247 у 1989).
Національний склад станом на 1989 рік:
- казахи — 100 %